# Grondreiniging

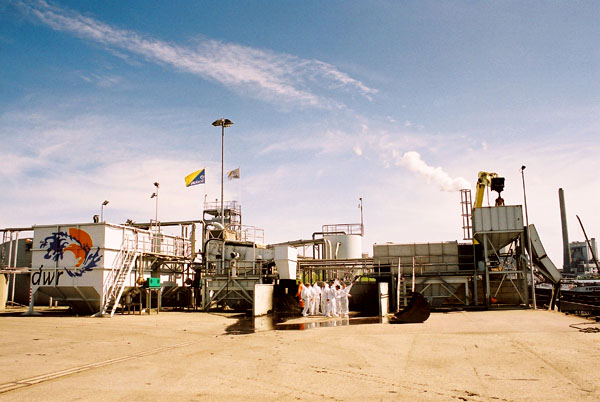
Extractieve grondreinigingsinstallatie in de haven van Amsterdam

Grondreiniging is het zodanig bewerken van verontreinigde grond dat deze weer geschikt wordt voor hergebruik. Grondreiniging vindt plaats buiten de locatie van herkomst. Wordt verontreinigde bodem ter plekke (in situ) gereinigd, dan wordt gesproken over bodemsanering. Grondreiniging vindt plaats in fabrieken. Grond dient hiervoor soms honderden kilometers getransporteerd te worden. Nederland loopt qua techniek voorop in grondreinigingstechnieken waardoor ook grond geïmporteerd wordt uit het buitenland (per boot, vrachtwagen of trein).
Grondreiniging resulteert niet per definitie in schone volledig gereinigde grond. Nederlandse wetgeving staat het toe dat grond die gebruikt wordt in grondwerken (bijvoorbeeld geluidswallen of wegfunderingen) meestal matig (klasse industrie) verontreinigd mag zijn.
Grond kan op verschillende manieren gereinigd worden.

## Biologische grondreiniging
Biologische grondreiniging maakt gebruik van organismen om grond te ontdoen van verontreiniging. Deze micro-organismen worden aan de grond toegevoegd. Vervolgens worden de condities verbeterd, waardoor de organismen optimaal hun werk doen. Deze condities worden verbeterd door opwarming, doorluchting, nutriëntentoevoeging en een optimalisering van het vochtgehalte van de grond. 
Voordelen van biologische grondreiniging zijn dat de oorspronkelijke grondstructuur intact blijft, dat er geen reststoffen ontstaan en dat deze vorm van reiniging in het algemeen relatief goedkoop is. Nadeel is dat het vaak erg lang duurt voordat de grond gereinigd is. Een ander nadeel is dat de micro-organismen slechts een beperkt aantal stoffen "lusten". Ook de concentratie aan verontreiniging mag niet te hoog zijn.
De techniek is met name geschikt voor minerale olie met korte ketens zoals benzine. Ook lichte PAK's (Polycyclische aromatische koolwaterstoffen), zoals naftaleen kunnen biologisch gereinigd worden.

## Thermische grondreiniging
Bij thermische grondreiniging wordt grond in een draaiende metalen trommel gebracht. Deze trommel wordt verhit waardoor organische verontreinigingen verdampen. Het ingewikkelde van dit proces zit in de behandeling van de (rook)gassen die vrijkomen. Thermische grondreinigingsinstallaties worden gestookt op aardgas of op hoogcalorische afvalproducten. Een voordeel van thermische grondreiniging is de grote capaciteit en snelheid. Verder kunnen de thermische grondreinigers hoge concentraties aan verontreinigingen aan. Nadeel is dat het een vrij dure techniek is. Het aantal thermische grondreinigers in Nederland is gering, dus er moet vaak over een grote afstand getransporteerd worden. Een ander nadeel is dat de grond geheel steriel wordt. Er is geen enkel levend wezen meer in aanwezig. De thermisch gereinigde grond zal ook nooit meer echt levende grond worden omdat elke voorwaarde voor leven erin ontbreekt. Voor civieltechnische toepassingen kan dit echter juist een positief kenmerk zijn.

## Extractieve of natte grondreiniging
Extractieve grondreiniging wordt ook wel natte of fysische grondreiniging genoemd. Eigenlijk is bij deze techniek “reiniging” niet eens aan de orde. In tegenstelling tot thermische of biologische technieken wordt namelijk niet de hele partij grond ontdaan van de verontreiniging. Wat er wel gebeurd is een scheiding van de schone gronddeeltjes en verontreinigde gronddeeltjes. De verontreinigde gronddeeltjes worden na afscheiding alsnog gestort op een vuilstort.
Extractieve grondreiniging maakt gebruik van het feit dat fijne gronddeeltjes (< 63 μm) een lading hebben. Verontreinigingen hechten zich daarom aan deze fijne deeltjes en nauwelijks aan het zand. Door de grond in een trommel (cycloon) snel rond te laten draaien scheiden de fijne deeltjes zich van de grove. Zo houd je een relatief schoon en een verontreinigd deel over. Vaak worden er nog extra processtappen toegevoegd zoals scrubbers en flotatiecellen die specifieke verontreinigingen nog beter kunnen verwijderen.
Voordelen van extractieve reiniging zijn dat ze vrijwel alle verontreinigingen kunnen verwijderen, zowel anorganische als organische. Een ander voordeel is dat er door Nederland verschillende extractieve reinigers voorkomen; de transportafstand is daarom vaak kort. De kosten liggen vaak tussen de kosten van biologische en thermische reiniging in en bedragen zo'n 35 tot 75 euro per ton. De extractieve reinigingstechniek kan ook mobiel ingezet worden, de installatie komt dan naar de saneringslocatie. 
Nadeel van extractieve reiniging is dat het eigenlijk alleen voor zandige grond geschikt is. Klei kenmerkt zich door een hoog aandeel aan fijne gronddeeltjes en een zeer lage waterdoorlatendheid. Hier kan dus weinig schoon zand uitgehaald worden. Voor grond met meer dan 30% aan fijne deeltjes is het eigenlijk niet meer rendabel om het extractief te laten reinigen

## Immobilisatie
Immobilisatie is eigenlijk geen reinigingstechniek. In tegenstelling tot reinigen verwijderen immobilisatietechnieken niet de verontreinigingen uit de grond, maar legt ze die vast door een technologisch proces. Er wordt onderscheid gemaakt in koude en thermische immobilisatie. 

### Koude immobilisatie
Bij koude immobilisatie wordt er een stof aan de grond toegevoegd zoals cement. Door deze toevoeging blijkt de grond een stuk minder verontreinigingen los te laten, waardoor het voldoet aan de eisen van het Bouwstoffenbesluit. 

### Thermische immobilisatie
Bij thermische immobilisatie wordt de grond onder grote hitte bewerkt tot een product als grind of basalt. 